# 세계 최우수 100대 항공사
다음은 스카이트랙스에서 뽑은 세계 최우수 100대 항공사이다. (2019년 기준)

## 순위
| 순위 | 항공사                 | 국적                     |
| ---- | ---------------------- | ------------------------ |
| 1    | 카타르 항공            | 카타르                   |
| 2    | 싱가포르 항공          | 싱가포르                 |
| 3    | 전일본공수             | 일본                     |
| 4    | 캐세이퍼시픽 항공      | 홍콩                     |
| 5    | 에미레이트 항공        | 아랍에미리트             |
| 6    | 에바항공               | 중화민국                 |
| 7    | 하이난 항공            | 중국                     |
| 8    | 콴타스 항공            | 오스트레일리아           |
| 9    | 루프트한자             | 독일                     |
| 10   | 타이 항공              | 태국                     |
| 11   | 일본항공               | 일본                     |
| 12   | 가루다 인도네시아 항공 | 인도네시아               |
| 13   | 스위스 국제항공        | 스위스                   |
| 14   | 중국남방항공           | 중국                     |
| 15   | 오스트리아 항공        | 오스트리아               |
| 16   | 에어 뉴질랜드          | 뉴질랜드                 |
| 17   | 방콕항공               | 태국                     |
| 18   | KLM                    | 네덜란드                 |
| 19   | 영국항공               | 영국                     |
| 20   | 에어아시아             | 말레이시아               |
| 21   | 버진 애틀랜틱 항공     | 영국                     |
| 22   | 아에로플로트           | 러시아                   |
| 23   | 에어프랑스             | 프랑스                   |
| 24   | 홍콩항공               | 홍콩                     |
| 25   | 버진 오스트레일리아    | 오스트레일리아           |
| 26   | 이베리아 항공          | 스페인                   |
| 27   | 터키항공               | 튀르키예                 |
| 28   | 아시아나항공           | 대한민국                 |
| 29   | 에티하드 항공          | 아랍에미리트             |
| 30   | 필리핀 항공            | 필리핀                   |
| 31   | 에어캐나다             | 캐나다                   |
| 32   | 핀에어                 | 핀란드                   |
| 33   | 캐세이 드래곤 항공     | 홍콩                     |
| 34   | 중화항공               | 중화민국                 |
| 35   | 대한항공               | 대한민국                 |
| 36   | 말레이시아항공         | 말레이시아               |
| 37   | 이지제트               | 영국                     |
| 38   | 에어링구스             | 아일랜드                 |
| 39   | 노르웨이 에어 셔틀     | 노르웨이                 |
| 40   | 제트블루 항공          | 미국                     |
| 41   | 델타항공               | 미국                     |
| 42   | 에게 항공              | 그리스                   |
| 43   | 오만 항공              | 오만                     |
| 44   | 에티오피아 항공        | 에티오피아               |
| 45   | 피지항공               | 피지                     |
| 46   | 남아프리카 항공        | 남아프리카 공화국        |
| 47   | 사우스웨스트 항공      | 미국                     |
| 48   | 에 어아시아 X          | 말레이시아               |
| 49   | LATAM 항공 그룹        | 브라질 칠레              |
| 50   | 아줄 브라질 항공       | 브라질                   |
| 51   | 에어 아스타나          | 카자흐스탄               |
| 52   | 아제르바이잔 항공      | 아제르바이잔             |
| 53   | 제트스타 항공          | 오스트레일리아           |
| 54   | 알래스카 항공          | 미국                     |
| 55   | 웨스트제트             | 캐나다                   |
| 56   | 베트남 항공            | 베트남                   |
| 57   | 사우디아               | 사우디아라비아           |
| 58   | 인디고 항공            | 인도                     |
| 59   | 라이언에어             | 아일랜드                 |
| 60   | 에어 트랜샛            | 캐나다                   |
| 61   | 에어 모리셔스          | 모리셔스                 |
| 62   | 실크에어               | 싱가포르                 |
| 63   | 유로윙스               | 독일                     |
| 64   | 스쿠트                 | 싱가포르                 |
| 65   | 스칸디나비아 항공      | 스웨덴 노르웨이 덴마크   |
| 66   | 로열 브루나이 항공     | 브루나이                 |
| 67   | LOT 폴란드 항공        | 폴란드                   |
| 68   | 유나이티드 항공        | 미국                     |
| 69   | 비스타라               | 인도                     |
| 70   | 아비앙카 항공          | 콜롬비아                 |
| 71   | 걸프 에어              | 바레인                   |
| 72   | 알리탈리아 항공        | 이탈리아                 |
| 73   | 아틀라스 글로벌        | 튀르키예                 |
| 74   | 아메리칸 항공          | 미국                     |
| 75   | 중국동방항공           | 중국                     |
| 76   | TAP 포르투갈           | 포르투갈                 |
| 77   | TUI 에어웨이스         | 영국                     |
| 78   | 코파 항공              | 파나마                   |
| 79   | 브뤼셀 항공            | 벨기에                   |
| 80   | 준야오 항공            | 중국                     |
| 81   | 제트스타 아시아 항공   | 싱가포르                 |
| 82   | 포터 항공              | 캐나다                   |
| 83   | 하와이안 항공          | 미국                     |
| 84   | 아메리칸 이글 항공     | 미국                     |
| 85   | PAL 익스프레스         | 필리핀                   |
| 86   | 피치 항공              | 일본                     |
| 87   | 에어 몰타              | 몰타                     |
| 88   | 에어 세이셸            |                          |
| 89   | 에어 돌로미티          | 이탈리아                 |
| 90   | 케냐항공               | 케냐                     |
| 91   | 부엘링 항공            | 스페인                   |
| 92   | 에어 캐나다 루즈       | 캐나다                   |
| 93   | 로열 에어 모로코       | 모로코                   |
| 94   | 레벨항공               | 스페인 프랑스 오스트리아 |
| 95   | 제트투컴               | 영국                     |
| 96   | S7항공                 | 러시아                   |
| 97   | 로열 요르단 항공       | 요르단                   |
| 98   | 플라이나스             | 사우디아라비아           |
| 99   | 중국국제항공           | 중국                     |
| 100  | 아이슬란드 항공        | 아이슬란드               |

## 같이 보기
- 스카이트랙스
- 세계 최우수 100대 공항